# 舟橋哲
舟橋 哲（ふなばし さとる、1964年7月 - ）は、日本の法学者（民法〈財産法、特に物権法〉）。立正大学教授。

## 学歴
- 早稲田大学法学部卒業
- 早稲田大学大学院法学研究科修士課程
- 慶應義塾大学大学院法学研究科博士課程民事法学専攻

## 職歴
- 早稲田大学プロジェクト研究所 客員研究員
- 尚美学園大学 総合政策学部専任講師
- 杏林大学 社会科学部・総合政策学部助教授
- 立正大学 法学部教授
- 立正大学大学院　法学研究科教授　研究科長（現職）
- 財団法人行政書士試験研究センター 平成20年度、平成22年度行政書士試験委員

## 著書
- 著書　『マンション法』（共著・有斐閣、2003年）など